# Hurry Xmas
Hurry Xmas è un brano musicale del gruppo musicale giapponese de L'Arc~en~Ciel, pubblicato come quinto singolo estratto dall'album Kiss il 14 novembre 2007. Il singolo ha raggiunto la seconda posizione della classifica Oricon dei singoli più venduti in Giappone, vendendo 124 316 copie.

## Tracce
CD Singolo Versione 1 KSCL-1224~5 (CD+DVD) - KSCL-1226 (CD Only)
CD
1. Hurry Xmas
2. I Wish 2007
3. Hurry Xmas -Silent Night Version-
4. Hurry Xmas (hydeless version)
5. I Wish 2007 (TETSU P'UNKless version)

DVD
1. Hurry Xmas (PV)
2. I Wish 2007 (PV)
3. Opening Movie of the Show

CD Singolo Versione 2 KSCL-1324~5 (CD+DVD)
CD
1. Hurry Xmas
2. I Wish 2007
3. Hurry Xmas -Silent Night Version-
4. Hurry Xmas (hydeless version)
5. I Wish 2007 (TETSU P'UNKless version)

DVD
1. Hurry Xmas (PV)
2. I Wish 2007 (PV)
3. Opening Movie of the Show

CD Singolo Versione 3 KSCL-1500~1 (CD+DVD)
CD
1. Hurry Xmas
2. I Wish 2007
3. Hurry Xmas -Silent Night Version-
4. Hurry Xmas (hydeless version)
5. I Wish 2007 (TETSU P'UNKless version)

DVD
1. Hurry Xmas (LIVE)
2. I Wish 2007 (LIVE)

## Classifiche
| Classifica (2007) | Posizione più alta |
| ----------------- | ------------------ |
| Giappone (Oricon) | 2                  |